# Kristián IV. Dánský
Kristián IV. (12. dubna 1577 – 28. února 1648), (dánsky Christian 4., norsky Christian Kvart nebo Quart) byl král Dánska a Norska od roku 1588 až do své smrti v roce 1648. Dánsko pod jeho vládou vnitřně vzkvétalo a Kristián je považován za jednoho z největších dánských králů. Naopak nepříliš zdařilá byla jeho zahraniční politika, především neúspěšná účast na třicetileté válce a boj se Švédskem pod vládou krále Gustava II. Adolfa.

## Život

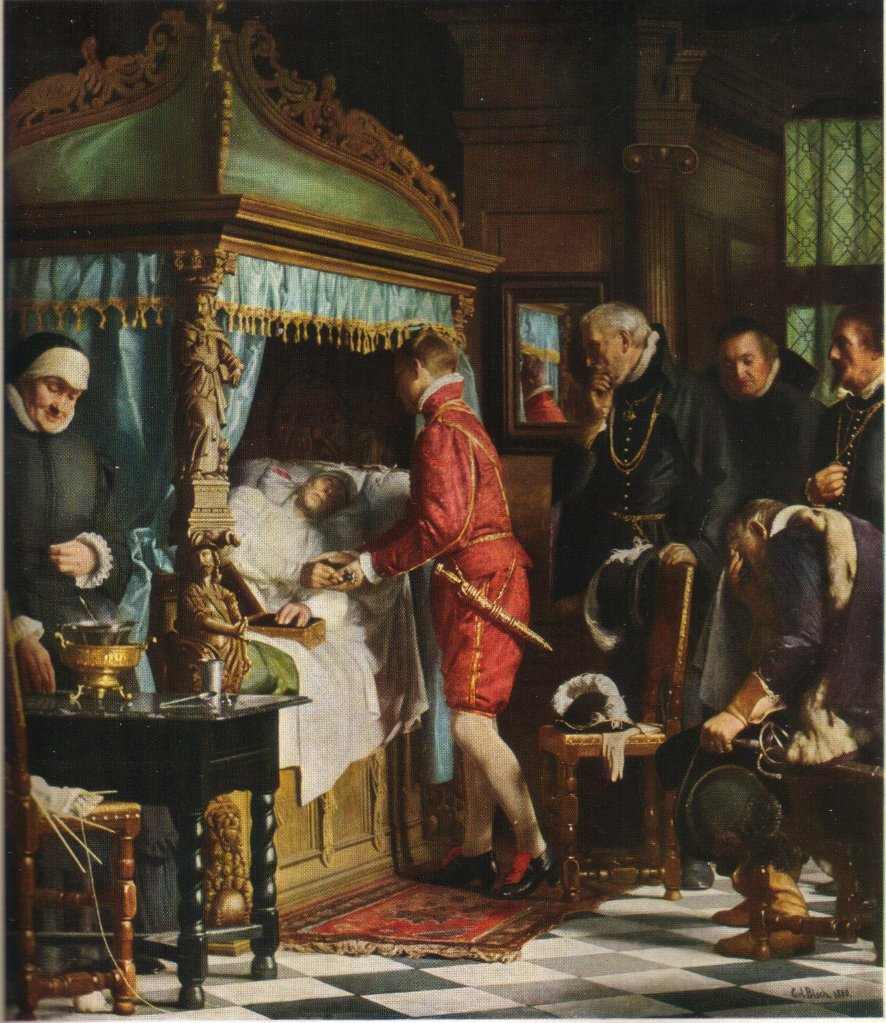
Mladý Kristián přebírá klíče od pokladny s korunovačními klenoty

Kristián se narodil 12. dubna 1577 na Frederiksborgu králi Frederikovi II. a jeho manželce, královně Žofii Meklenburské. Na trůn usedl po smrti svého otce v roce 1588 ve svých jedenácti letech, ale fakticky vládnout začal až 17. srpna 1596 a korunován byl o dvanáct dní později.

## Manželství, milenky a potomci
Poprvé se oženil 30. listopadu roku 1597 s Annou Kateřinou Braniborskou, dcerou Joachima Friedricha Braniborského, vévody Pruského. Z manželství vzešlo šest potomků, z nichž pouze tři se dožili dospělosti. Nedlouho po porodu šestého dítěte Anna Kateřina po čtrnácti letech manželství 29. března roku 1612 zemřela, patrně na malárii.
- Frederik (15. srpna 1599 – 9. září 1599)
- Kristián (10. dubna 1603 – 2. června 1647), zemřel rok před svým otcem a na dánský trůn tak nastoupil jeho mladší bratr Frederik, ⚭ 1634 Magdalena Sibylla Saská (23. prosince 1617 – 6. ledna 1668)
- Žofie (4. ledna 1605 – 7. září 1605)
- Alžběta (13. března 1606 – 24. října 1608)
- Frederik (18. března 1609 – 9. února 1670), pozdější dánský a norský král Frederik III., ⚭ 1643 Žofie Amálie Brunšvická (24. března 1628 – 20. února 1685)
- Ulrich (2. února 1611 – 12. srpna 1633), administrátor schwerinského biskupství

Ještě před královninou smrtí měl Kristián v letech 1610–1613 poměr s Kirsten Madsdatterovou († 1613), jež mu porodila jednoho syna:
- Kristián Ulrich Gyldenløve, (* 3. února 1611; † 6. října 1640)

V letech 1613–1616 měl dále poměr s Karen Andersdatterovou († 1673 in Kopenhagen), s níž měl dvě děti:
- Dorothea Elisabeth Gyldenlöve (* 1613; † 1615)
- Jan Ulrich Gyldenløve, (* 10. března 1615 Kronborg; † 31. ledna 1645 Kronborg)

31. prosince 1615 uzavřel Kristián morganatický sňatek s krásnou šlechtičnou, Kirsten Munkovou (* 6. července 1598; † 19. dubna 1658), s níž měl dalších dvanáct potomků.
- Anna Kateřina (* 10. srpna 1618 Frederiksborg; † 20. srpna 1633),
- Sofie Alžběta (* 20. září 1619 Skanderborg; † 29. dubna 1657),
- Eleonora Kristina (* 8. července 1621 Frederiksborg; † 16. března 1698 Maribo Kloster),
- Waldemar Kristián (* 1622 Frederiksborg; † 26. Februar 1656 Lublin), vévoda šlesvicko-holštýnský
- Alžběta Augusta (* 28. prosince 1623 Kronborg; † 9. srpna 1677),
- Frederik Kristián (* 26. dubna 1625; † 17. července 1627),
- Kristiana (* 15. července 1626 Haderslevhus (Hansborg); † 6. května 1670),
- Hedvika (* 15. července 1626 Haderslevhus (Hansborg); † 5. října 1678 Kristiansstad),
- Marie Katharina (* 29. května 1628; † 1. září 1628),
- Dorotea Alžběta (* 1. září 1629 Kronborg; † 18. března 1687 Augustiniánský klášter v Kolíně),

přičemž u posledního dítěte není Kristiánovo otcovství jisté, neboť Kirsten Munková měla v té době poměr s Ottem Ludwigem, hrabětem Salmem, za což byla posléze vypovězena na své statky.
Po rozluce navázal král vztah s Wiebke Kruseovou, vychovatelkou u Ellen Marsvinové. Ta mu porodila dvě děti:
- Ulrich Kristián Gyldenløve (* 7. dubna 1630 Ibstrup nebo Jägersborg/DK; † 11. prosince 1658)
- Alžběta Sofie Gyldenløve (* 1633 in Bramstedt?; † 20. ledna 1654)

Soudí se, že Kristián měl celkem kolem 26 dětí, právoplatných i levobočků, i když jich mohlo být i více.
Nemanželské děti královy nesly jméno Gyldenløve; toto jméno dostávaly i nemanželské děti nástupců Kristiána IV. – Frederika III. i Kristiána V. Jejich potomci byli šlechtici a obdrželi jméno Danneskjold.

## Vnitrostátní reformy
Kristián byl velmi podnikavý člověk, což se velmi pozitivně projevilo na vnitrostátní reformní politice. Jeden z jeho prvních počinů byl, že zreformoval dánské námořnictvo a počet stálých lodí zvýšil z dvaceti dvou v roce 1596 na šedesát v roce 1610. Se svým královstvím se seznámil během námořní cesty kolem Severního mysu, kterou zorganizoval v roce 1599.
S reformami námořnictva a rozšiřováním evropského ekonomického směru merkantilismu souviselo zakládání zámořských kolonií. První Kristián založil na jižním pobřeží Indie (viz Dánská Indie) v roce 1620. Kristián také udělil licenci Dánské Východoindické společnosti.
Jako mnohem větší problém se však ukázala reforma státního vojska. I přes Kristiánovy snahy o zavedení branné povinnosti z držav Dánské koruny většina armády zůstávala žoldácká.

## „Architekt na trůnu“
Kristiánova vláda se nesla ve znamení řady velkolepých architektonických projektů; zanechal po sobě bohaté kultrurní dědictví a je přezdíván „architekt na trůnu“. Většina velkých projektů v Dánsku byla postavena za jeho vlády pod vedením nizozemských inženýrů. Vedle založení měst, jako např. Christiania (dnešní Oslo), Kristiansand, Kristianstad, Kristianopel, Christianshavn či Glückstadt vystavěl např. zámky Frederiksborg, Rosenborg a Halmstad; dokonce sám vytyčil stavební pozemek královského dvora v Glückstadtu.
Podnikl rovněž významné kroky k ochraně svého království výstavbou řady pevností, např. pevnost Christianspries v dnešním Kielu byla vybudována na jeho popud (začátek v roce 1632).

## Vývod z předků
|                       |                                     |  |                         |                                        |  |  |  |  |  |  |  | Kristián I. Dánský |
|                       |                                     |  |                         |                                        |  |  |  |  |  |  |  |                    |
|                       | Frederik I. Dánský                  |  |                         |                                        |  |  |  |  |  |  |  |                    |
|                       |                                     |  |                         |                                        |  |  |  |  |  |  |  |                    |
|                       |                                     |  |                         | Dorotea Braniborská                    |  |  |  |  |  |  |  |                    |
|                       |                                     |  |                         |                                        |  |  |  |  |  |  |  |                    |
|                       | Kristián III. Dánský                |  |                         |                                        |  |  |  |  |  |  |  |                    |
|                       |                                     |  |                         |                                        |  |  |  |  |  |  |  |                    |
|                       |                                     |  |                         | Jan Cicero Braniborský                 |  |  |  |  |  |  |  |                    |
|                       |                                     |  |                         |                                        |  |  |  |  |  |  |  |                    |
|                       | Anna Braniborská                    |  |                         |                                        |  |  |  |  |  |  |  |                    |
|                       |                                     |  |                         |                                        |  |  |  |  |  |  |  |                    |
|                       |                                     |  |                         | Markéta Saská                          |  |  |  |  |  |  |  |                    |
|                       |                                     |  |                         |                                        |  |  |  |  |  |  |  |                    |
|                       | Frederik II. Dánský                 |  |                         |                                        |  |  |  |  |  |  |  |                    |
|                       |                                     |  |                         |                                        |  |  |  |  |  |  |  |                    |
|                       |                                     |  |                         | Jan V. Sasko-Lauenburský               |  |  |  |  |  |  |  |                    |
|                       |                                     |  |                         |                                        |  |  |  |  |  |  |  |                    |
|                       | Magnus I. Sasko-Lauenburský         |  |                         |                                        |  |  |  |  |  |  |  |                    |
|                       |                                     |  |                         |                                        |  |  |  |  |  |  |  |                    |
|                       |                                     |  |                         | Dorotea Braniborská                    |  |  |  |  |  |  |  |                    |
|                       |                                     |  |                         |                                        |  |  |  |  |  |  |  |                    |
|                       | Dorotea Sasko-Lauenburská           |  |                         |                                        |  |  |  |  |  |  |  |                    |
|                       |                                     |  |                         |                                        |  |  |  |  |  |  |  |                    |
|                       |                                     |  |                         | Jindřich I. Brunšvicko-Wolfenbüttelský |  |  |  |  |  |  |  |                    |
|                       |                                     |  |                         |                                        |  |  |  |  |  |  |  |                    |
|                       | Kateřina Brunšvicko-Wolfenbüttelská |  |                         |                                        |  |  |  |  |  |  |  |                    |
|                       |                                     |  |                         |                                        |  |  |  |  |  |  |  |                    |
|                       |                                     |  |                         | Kateřina Pomořanská                    |  |  |  |  |  |  |  |                    |
|                       |                                     |  |                         |                                        |  |  |  |  |  |  |  |                    |
| 'Kristián IV. Dánský' |                                     |  |                         |                                        |  |  |  |  |  |  |  |                    |
|                       |                                     |  |                         |                                        |  |  |  |  |  |  |  |                    |
|                       |                                     |  | Magnus II. Meklenburský |                                        |  |  |  |  |  |  |  |                    |
|                       |                                     |  |                         |                                        |  |  |  |  |  |  |  |                    |
|                       | Albrecht VII. Meklenburský          |  |                         |                                        |  |  |  |  |  |  |  |                    |
|                       |                                     |  |                         |                                        |  |  |  |  |  |  |  |                    |
|                       |                                     |  |                         | Žofie Pomořanská                       |  |  |  |  |  |  |  |                    |
|                       |                                     |  |                         |                                        |  |  |  |  |  |  |  |                    |
|                       | Oldřich III. Meklenburský           |  |                         |                                        |  |  |  |  |  |  |  |                    |
|                       |                                     |  |                         |                                        |  |  |  |  |  |  |  |                    |
|                       |                                     |  |                         | Jáchym I. Nestor Braniborský           |  |  |  |  |  |  |  |                    |
|                       |                                     |  |                         |                                        |  |  |  |  |  |  |  |                    |
|                       | Anna Braniborská                    |  |                         |                                        |  |  |  |  |  |  |  |                    |
|                       |                                     |  |                         |                                        |  |  |  |  |  |  |  |                    |
|                       |                                     |  |                         | Alžběta Dánská                         |  |  |  |  |  |  |  |                    |
|                       |                                     |  |                         |                                        |  |  |  |  |  |  |  |                    |
|                       | Žofie Meklenburská                  |  |                         |                                        |  |  |  |  |  |  |  |                    |
|                       |                                     |  |                         |                                        |  |  |  |  |  |  |  |                    |
|                       |                                     |  |                         | Kristián I. Dánský                     |  |  |  |  |  |  |  |                    |
|                       |                                     |  |                         |                                        |  |  |  |  |  |  |  |                    |
|                       | Frederik I. Dánský                  |  |                         |                                        |  |  |  |  |  |  |  |                    |
|                       |                                     |  |                         |                                        |  |  |  |  |  |  |  |                    |
|                       |                                     |  |                         | Dorotea Braniborská                    |  |  |  |  |  |  |  |                    |
|                       |                                     |  |                         |                                        |  |  |  |  |  |  |  |                    |
|                       | Alžběta Dánská                      |  |                         |                                        |  |  |  |  |  |  |  |                    |
|                       |                                     |  |                         |                                        |  |  |  |  |  |  |  |                    |
|                       |                                     |  |                         | Bohuslav X. Pomořanský                 |  |  |  |  |  |  |  |                    |
|                       |                                     |  |                         |                                        |  |  |  |  |  |  |  |                    |
|                       | Žofie Pomořanská                    |  |                         |                                        |  |  |  |  |  |  |  |                    |
|                       |                                     |  |                         |                                        |  |  |  |  |  |  |  |                    |
|                       |                                     |  |                         | Anna Jagellonská                       |  |  |  |  |  |  |  |                    |
|                       |                                     |  |                         |                                        |  |  |  |  |  |  |  |                    |